# Beatzene
A beat (vagy beatzene) egy könnyűzenei irányzat, amely az Egyesült Királyságban alakult ki, alapvetően a dzsesszel és a hagyományos könnyűzenével szembehelyezkedő stílusként. Legjelentősebb képviselői a világszerte igen népszerű Beatles és a Rolling Stones voltak.

## Története
A beatzene, mint irányzat, az 1960-as évek elején alakult ki az Egyesült Királyságban. A stílus zeneileg a rock and roll, az eredeti értelemben vett rhythm and blues, a doo-wop és a skiffle alapjaira építkezik, de népzenei elemeket is tartalmazhat. A beatzenei együttesek a hatvanas évek lázadó ifjúságának jelképeivé váltak, öltözködésük, hajviseletük, magatartásformájuk nemcsak zenei, hanem kulturális és társadalmi értelemben is évtizedekre ható változásokat indított el, lásd Swinging London és Swinging Sixties.
A műfaj a hatvanas évek során élte a fénykorát, majd az évtized vége felé gyűjtőfogalommá vált, amelynek számos altípusa, leszármazott stílusa (folk-beat, pol-beat, protest-song stb.), földrajzi változata jött létre, és ez lett az egyik alapja sok, az 1970-es évektől kialakult későbbi könnyűzenei irányzatnak is.
Nevének eredete az ütést jelentő, angol beat szó, mely az ilyen zenék egyik jellegzetességére is utal, lévén, hogy a beatzenében az ütemek eleje kap hangsúlyt. További jellegzetessége még az elektromos gitárok előtérbe kerülése, illetve a szöveg és az énekhang szerepének erősödése. Földrajzilag az irányzat létrejöttét és kialakulását leginkább befolyásoló előadók az Egyesült Királyság nagyobb iparvárosaiból (Birmingham, Liverpool, Manchester) indultak el a hírnév felé, majd a beatzene népszerűsége Európa és világ számos más országában is kitermelte a követőit.

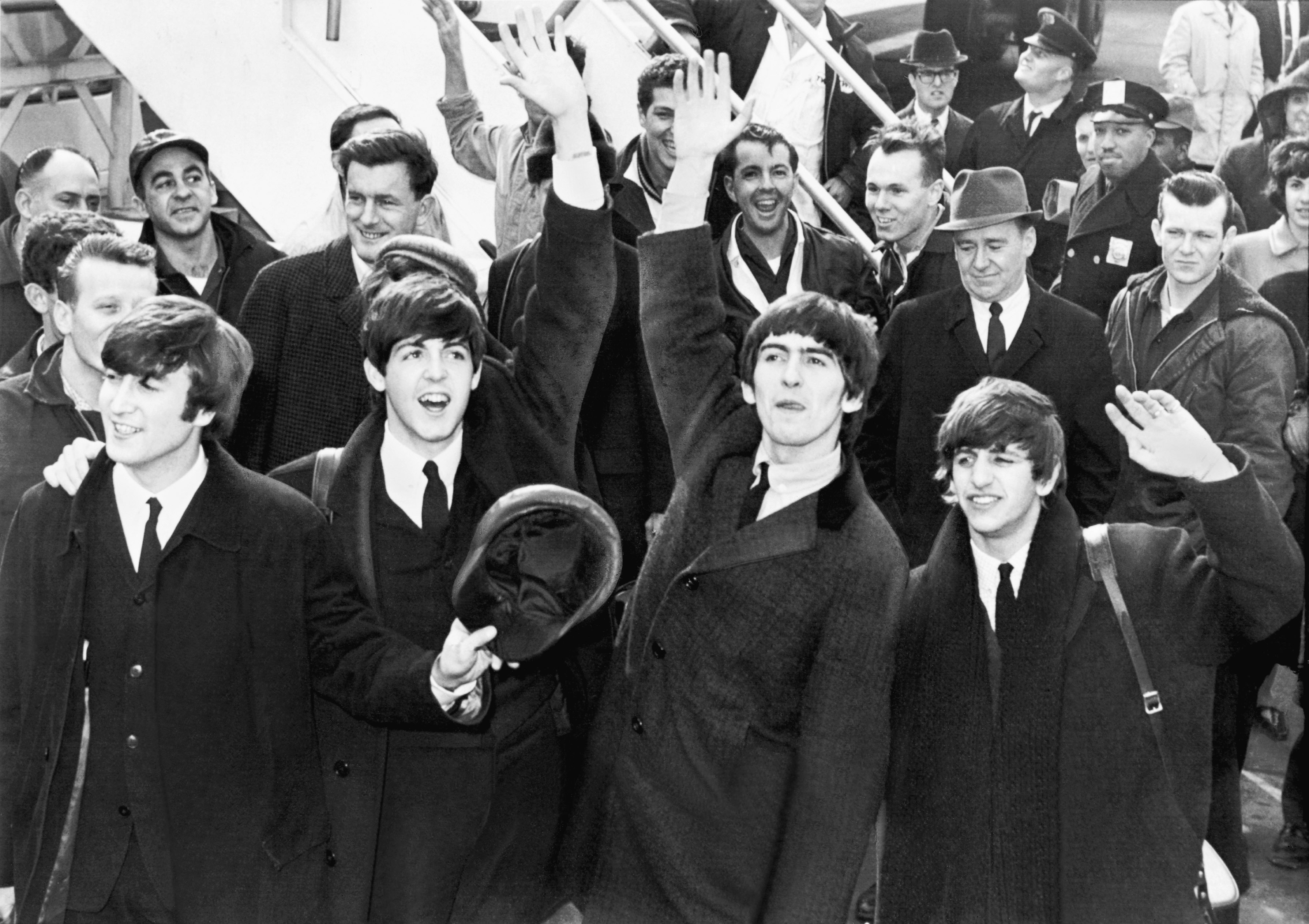
A The Beatles megérkezése az Amerikai Egyesült Államokba, 1964. február 7-én

A beatzene történetének fontos dátuma 1962. október 24.: ezen a napon tűnt fel először a brit slágerlistákon a The Beatles együttes, a Love Me Do című számával. A Beatles és a beatzene népszerűsége ettől kezdve megállíthatatlanul nőtt, és hamarosan felbukkantak brit beatszámok az amerikai slágerlistákon is, amelyeken pedig 1962-ben még gyakorlatilag kizárólagos amerikai hegemónia volt tapasztalható (a 100-as listában 98 volt amerikai előadó száma). Sorra alakultak, és váltak sikeressé más brit beatzenei együttesek is, mint a Rolling Stones, a Kinks, a Searchers, az Animals, a Hollies, a Shadows, a Gerry & The Pacemakers, Swinging Blue Jeans, Manfred Mann stb.
Zeneileg a beatzenét többek között a dobok négynegyedes (esetleg lassú tempóban nyolcados) ritmusa és az ütemek elejének hangsúlyozása, valamint a basszusgitár önálló szólamai jellemzik, gyakori volt a három gitár, egy dob felállás. Ezzel alapvetően szembefordult a dzsessz jellemző – a szinkópák révén eltolódott hangsúlyokra és az alkalmazott hangszerek sokféleségére épülő – zenei világával. Nagyobb hangsúlyt kapott az előző időszak könnyűzenei irányzataihoz képest az ének és a dalok szövege is: gyakran előfordult, hogy minden zenekari tag énekelt, a szövegek pedig a korábbi táncdalok, blues számok szövegeihez mérten szenvedélyesebbekké váltak.

## Jelentősebb beatzenei előadók

### Mersey-beat

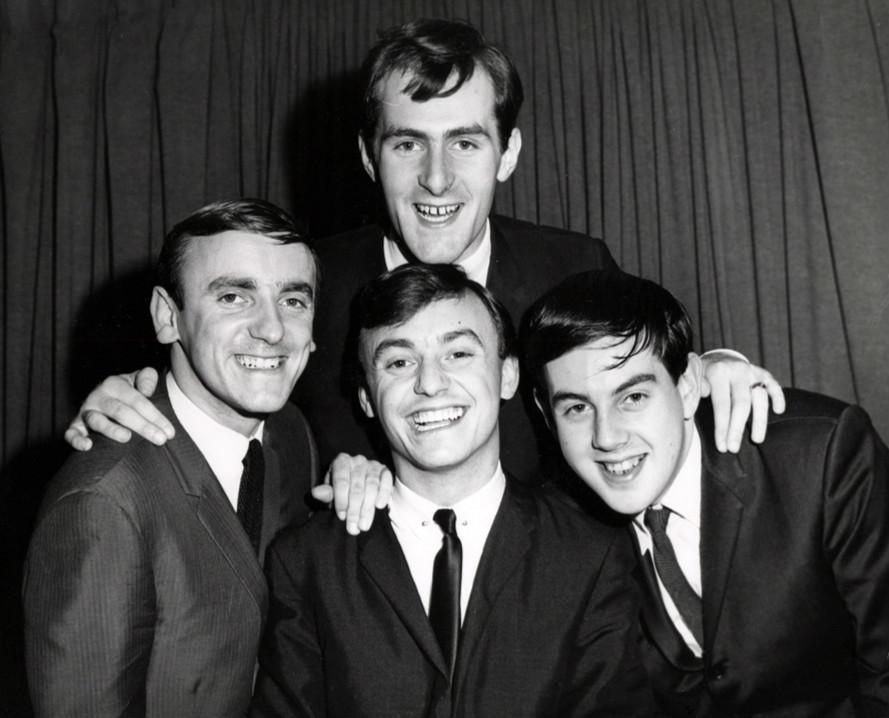
A Gerry & The Pacemakers 1964-ben

- The Beatles, The Big Three, The Cryin' Shames, Lee Curtis and the All-Stars, The Dakotas, Derry and the Seniors, The Escorts, The Fourmost, Gerry & The Pacemakers, Billy J. Kramer, The Liverbirds, The Merseybeats, The Mindbenders, The Mojos, Rory Storm and the Hurricanes, Kingsize Taylor and the Dominoes, The Searchers, The Swinging Blue Jeans, The Undertakers.

### Egyéb jelentősebb brit beategyüttesek

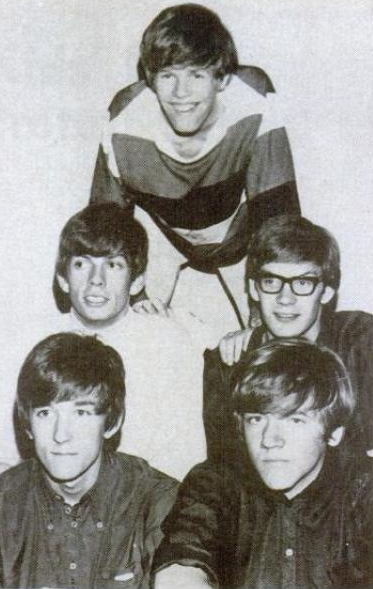
A Herman's Hermits 1965-ben

- The Animals, The Applejacks, The Honeycombs, Cliff Bennett and the Rebel Rousers, The Dave Clark Five, Freddie and the Dreamers, Herman's Hermits, The Hollies, The Kinks, Manfred Mann, The Pretty Things, The Rats, The Rolling Stones, The Scorpions, Small Faces, The Troggs, The Who, The Zombies.

### További beategyüttesek a világ minden részéről
The 69'ers, The Artwoods, The Bachelors, A Band of Angels, Bele Višnje, Billy Thorpe & the Aztecs, The Black Knights, Los Bravos, Cass & The Cassanovas, The Churchills, Crni Biseri, The Cryin' Shames, The Dakotas, Daltoni, Dave Dee, Dozy, Beaky, Mick & Tich, The Deakins, The Dennisons, Derry and the Seniors, Downliners Sect, Džentlmeni, The Easybeats, Elipse, Bern Elliott and the Fenmen, The Fifth Estate, Filipinki, The Flee-Rekkers, Floating di Morel, Wayne Fontana and the Mindbenders, The Fortunes, Goldie and the Gingerbreads, The Graham Bond Organisation, Hedgehoppers Anonymous, Hep Stars, The Hideaways, Honeybus, The Hullaballoos, Illés-együttes, Iskre, The John Barry Seven, Johnny and the Semitones, Davie Jones and the King Bees, Davy Jones and the Lower Third, Carl King, The Koobas, The Lords, The Manish Boys, Marmalade, The Matadors, The Monks, The Moody Blues, The Moontrekkers, The Nashville Teens, Nero and the Gladiators, The New Dada, I Nuovi Angeli, October Cherries, Olympic '64, The Outlaws, The Outsiders, The Paramounts, Peter Jay and the Jaywalkers, The Poets, The Puppets, The Purple Gang, The Pussycats, Q65, The Rattles, Ray Brown & the Whispers, The Remains, The Remo Four, I Ribelli, The Riot Squad, The Rockin' Berries, The Rockin' Vickers, The Rokes, The Roulettes, Samonikli, Samotsvety, Sanjalice, Los Shakers, Siluete, Slam Creepers, The Sorrows, Sounds Incorporated, The Spencer Davis Group, Freddie Starr and the Midnighters, The Symbols, The Syn, The Syndicats, Tomi Sovilj i Njegove Siluete, The Tremeloes, Trendsetters Limited, The Troggs, The Undertakers, The V.I.P.'s, Vesiolie Rebiata, The Who, The Yardbirds, Zlatni Dečaci, The Zombies, ...